# Mobbing
Im sozialwissenschaftlichen und psychologischen Sinne beschreibt Mobbing oder Mobben psychische Gewalt, die durch das wiederholte, regelmäßige, vorwiegend kommunikative Schikanieren, Quälen und Verletzen eines einzelnen Menschen durch eine Gruppe von Personen oder durch eine einzelne Person in überlegener Position definiert ist. Zu den typischen Mobbinghandlungen gehören u. a. Demütigungen, Verbreitung falscher Tatsachenbehauptungen, Zuweisung sinnloser Aufgaben und anderweitiger Machtmissbrauch, Gewaltandrohung, soziale Exklusion oder eine fortgesetzte, unangemessene Kritik an einer natürlichen Person oder ihrem Tun.
Mobbing kann z. B. erfolgen in der Familie, in einer Peergroup, in der Schule, am Arbeitsplatz, in Vereinen, in Wohneinrichtungen (Heimen) oder Gefängnissen, in Wohnumfeldern (Nachbarschaften) oder im Internet (Cyber-Mobbing).
Die gesundheitlichen und ökonomischen Aspekte und Folgeschäden von Mobbing gelten als enorm und sorgen alleine in der deutschen Wirtschaft für jährliche Ausfälle in Milliardenhöhe. Im Gegensatz zur physischen Gewalt wird verbale Gewalt und Mobbing weniger ernst genommen und nimmt im öffentlichen Diskurs nur eine kleinere Rolle ein.

## Etymologie
Das englische Verb to mob, von dem das Wort Mobbing abgeleitet ist, spricht lediglich von der Handlung einer Gruppe und bedeutet zunächst „sich zusammenrotten und über etwas oder jemanden herfallen“ oder auch „gemeinsam anpöbeln“.
Anders als in den skandinavischen Ländern und im deutschsprachigen Raum wird in englischsprachigen Ländern üblicherweise der Begriff bullying oder harassment (etwa: „schikanieren“, „drangsalieren“) verwendet. Englische Muttersprachler verstehen das Wort Mobbing in der Regel nicht in der deutschen Bedeutung. Der englische Begriff mobbing beschreibt ausschließlich das Umringen einer Person durch eine Gruppe, wohingegen bullying und harassment unabhängig von der Anzahl der Beteiligten verwendet werden. In deutscher Übersetzung bedeutet bully als Substantiv „brutaler Kerl, Schläger, Tyrann, Maulheld“ und als Verb „tyrannisieren, schikanieren, einschüchtern, piesacken“. Umgangssprachlich wird beim Mobbing auch von Psychoterror gesprochen.

## Begriffsgeschichte

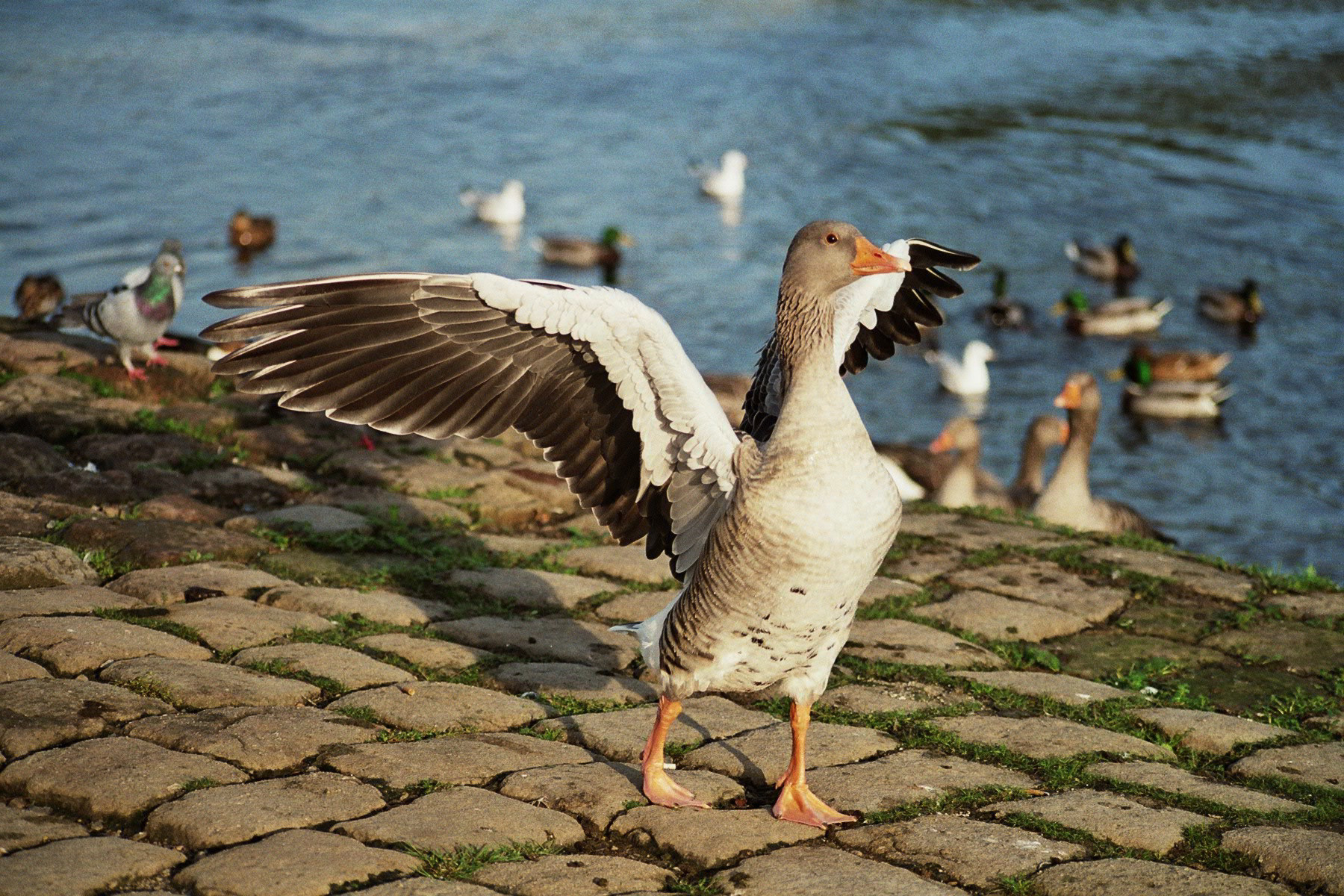
Mobbing bezeichnete ursprünglich ein Verteidigungsverhalten bei Tieren

1963 hat der Verhaltensforscher Konrad Lorenz den Begriff Hassen geprägt: Lorenz bezeichnete damit Gruppenangriffe von Tieren auf einen Fressfeind oder anderen überlegenen Gegner – dort von Gänsen auf einen Fuchs. Der schwedische Arzt Peter-Paul Heinemann verwendete 1969 den Begriff Mobb(n)ing für das Phänomen, dass Gruppen eine sich von der Norm abweichend verhaltende Person attackieren. Er nutzte den Begriff in den 1960er Jahren in seinem Buch Mobbing – Gruppengewalt unter Kindern und Erwachsenen, dieses Buch wurde in den skandinavischen Ländern ein Bestseller und machte größere Bevölkerungsschichten mit dem Begriff vertraut.
Bekannt in der heutigen Bedeutung wurde der Begriff durch den aus Deutschland ausgewanderten schwedischen Arzt und Psychologen Heinz Leymann, der von Mobbing in Bezug auf das Arbeitsleben sprach. Seine Forschungen über direkte und indirekte Angriffe in der Arbeitswelt begannen gegen Ende der siebziger Jahre. Anfang der neunziger Jahre veröffentlichte Leymann seine erste Arbeit, welche die bisherigen wissenschaftlichen Erkenntnisse zusammenfasste. Die Berichte weckten zunächst nur Interesse in den nordeuropäischen Staaten und wurden verzögert im mitteleuropäischen Raum rezipiert. Veröffentlichungen, eindringliche Fallschilderungen, öffentliche Diskussionen, die Aufnahme der Thematik durch Unternehmensberater, Gewerkschaften, Arbeitgeber und andere Verbände sowie in der Medizin machten das Thema Mobbing zunehmend einer breiteren Öffentlichkeit bekannt.

## Definitionen
Umgangssprachlich versteht man unter Mobbing wiederholtes, absichtliches Schikanieren, Beleidigen oder Ausgrenzen einer Person durch eine oder mehrere andere Personen über einen längeren Zeitraum. Wissenschaftlich ist die Definition von Mobbing insgesamt nicht einheitlich, eine allgemein anerkannte Definition gibt es nicht. Einen wichtigen Bezugspunkt bietet die Definition Leymanns, nach der Mobbing „als negative kommunikative Handlungen, die gegen eine Person gerichtet sind“, von einer oder mehreren anderen Personen ausgehen „und die sehr oft und über einen längeren Zeitraum hinaus vorkommen und damit die Beziehung zwischen Täter und Opfer kennzeichnen“ charakterisiert wird. Eine Person gilt nach Leymanns Definition dann als von Mobbing betroffen, „wenn sie in einem Konflikt mit KollegInnen oder Vorgesetzten steht, dabei in eine unterlegene Position gelangt und oft (mindestens einmal pro Woche) sowie über einen langen Zeitraum hinweg (mindestens sechs Monate) systematisch und auf direkte oder indirekte Weise einer oder mehreren kränkenden Handlungen ausgesetzt ist.“
Vielbeachtet ist auch die Definition von Axel Esser und Martin Wolmerath, nach der Mobbing in der Arbeitswelt dadurch gekennzeichnet ist, dass „destruktive Handlungen unterschiedlicher Art wiederholt und über einen längeren Zeitraum gegen Einzelne vorgenommen werden, welche von den Betroffenen als eine Beeinträchtigung und Verletzung ihrer Person empfunden werden und dessen ungebremster Verlauf für die Betroffenen grundsälztich dazu führt, dass ihre psychische Befindlichkeit und Gesundheit zunehmend beeinträchtigt werden, ihre Isolation und Ausgrenzung am Arbeitsplatz zunehmen, dagegen die Chancen auf eine zufriedenstellende Lösung schwinden und der regelmäßig im Verlust ihres bisherigen beruflichen Wirkbereichs endet.“
Die meisten Forscher betonen laut Christoph Seydl folgende Gesichtspunkte:
- Verhaltensmuster: Mobbing bezieht sich auf ein Verhaltensmuster und nicht auf eine einzelne Handlung. Die Handlungsweisen sind systematisch, das heißt, sie wiederholen sich ständig.
- Negative Handlungen: Mobbingverhalten kann verbal (zum Beispiel Beschimpfung), nonverbal (zum Beispiel Vorenthalten von Informationen) oder physisch (zum Beispiel Verprügeln) sein. Solche Handlungen gelten üblicherweise als feindselig, aggressiv, destruktiv und unethisch.
- Ungleiche Machtverhältnisse: Die Beteiligten haben unterschiedliche Einflussmöglichkeiten auf die jeweilige Situation. Eine Person ist einer anderen Person unter- beziehungsweise überlegen. Dazu ist kein Rangunterschied nötig. Eine Ungleichheit kann durch die bloße Anzahl bedingt sein: viele Personen gegen eine Person.
- Opfer: Im Handlungsverlauf bildet sich ein Opfer heraus, das infolge ungleicher Machtverhältnisse Schwierigkeiten hat, sich zu verteidigen.[13]

Dan Olweus betrachtet dagegen auch einzelne schikanöse Vorfälle als Mobbing, wenn diese sehr schwerwiegend sind.

## Erscheinungsformen

### Am Arbeitsplatz

#### Handlungen
In einer qualitativen Interviewuntersuchung (n=300) stellte Heinz Leymann 45 Mobbinghandlungen fest, die er als relevant ansah. Nach seiner Auffassung handelt es sich um Mobbing, wenn eine dieser Handlungen mindestens wöchentlich über einen Zeitraum von einem halben Jahr oder länger auftritt. Diese 45 Mobbinghandlungen unterteilt er in fünf Gruppen: 1. Angriffe auf die Möglichkeiten, sich mitzuteilen 2. Angriffe auf die sozialen Beziehungen 3. Angriffe auf das soziale Ansehen 4. Angriffe auf die Qualität der Berufs- und Lebenssituation 5. Angriffe auf die Gesundheit. Nach Wolmerath und Esser hat sich Leymanns „Auffassung, dass Mobbinghandlungen »mindestens einmal pro Woche« erfolgen müssen“ zunehmend als lebensfremd erwiesen.
Martin Wolmerath und Axel Esser identifizierten ohne Anspruch auf Vollständigkeit über 100 verschiedene Mobbinghandlungen.
Typische Mobbinghandlungen betreffen etwa organisationale Maßnahmen (zum Beispiel Kompetenzentzug oder Zuteilung sinnloser Arbeitsaufgaben; auch als Straining bezeichnet), soziale Isolierung (zum Beispiel Meiden und Ausgrenzen der Person), Angriffe auf die Person und ihre Privatsphäre (etwa Lächerlichmachen der Person), verbale Gewalt (zum Beispiel mündliche Drohung oder Demütigung), Androhung oder Ausübung körperlicher Gewalt und Gerüchte.

#### Messung
In empirischen Untersuchungen ist eine Messbarmachung (Operationalisierung) von Mobbing notwendig. Diese Operationalisierungen leiten sich zumeist von den jeweils verwendeten Definitionen ab. Bekannte Instrumente sind der Negative Acts Questionnaire und das Leymann Inventory of Psychological Terror. Daneben gibt es auch weniger bekannte Messinstrumente, wie etwa das nach psychometrischen Prinzipien konstruierte Burnout-Mobbing-Inventar.

#### Verlaufsformen und Verbreitung

Verlaufsformen des Mobbings

Zumeist geht es beim Mobbing, wie bei allen Konflikten, zunächst um eine Sache und dann zunehmend um eine Person, die stigmatisiert wird.
Am Arbeitsplatz wird zwischen Mobbing seitens Vorgesetzter und solchem, das von Mitarbeitern gleicher oder unterer Rangfolge ausgeht, unterschieden. In der Literatur wird ersteres teilweise als „Bossing“ (englisch downward bullying) oder Power Harassment und letzteres als „Staffing“ (englisch upward bullying) bezeichnet. Der Psychoterror, der von in der betrieblichen Hierarchie höher platzierten Personen ausgeübt wird, kommt in Deutschland in 40 Prozent der Fälle vor, in weiteren zehn Prozent mobben Chef und Mitarbeiter gemeinsam. Gerade junge Erwerbstätige sind besonders stark von Bossing betroffen. Einige Experten gehen sogar von einer Bossing-Quote von 70 Prozent aus. Dagegen wird nur in zwei Prozent aller Fälle ein Vorgesetzter von seinen Untergebenen gemobbt. Hinzu kommt horizontales Mobbing (englisch horizontal bullying); das heißt, der Betroffene wird von hierarchisch gleichgestellten Kollegen gemobbt. Mehr als 20 Prozent aller Mobbingopfer bezeichnen einen Kollegen als Täter. Etwa gleich viele Betroffene geben an, dass das Mobbing von einer Gruppe von Kollegen ausgeht. Etwas weniger als 15 Prozent aller Mobbingopfer in Deutschland sind davon überzeugt, dass sie sowohl von ihrem Vorgesetzten als auch von Kollegen gemobbt werden. Hinsichtlich der Urheber ist seitens der IG Metall folgende Häufigkeitsverteilung festgestellt worden:
- 44 %: Kollegen
- 37 %: Vorgesetzte
- 10 %: Kollegen und Vorgesetzte gemeinsam
- 09 %: Untergebene

Ein Machtungleichgewicht kann bereits zu Beginn eines Mobbingverlaufs vorhanden sein oder sich im Verlauf einstellen. Sind die Parteien hingegen gleichstark und es besteht oder entwickelt sich kein Machtungleichgewicht, so liegt nach vorherrschender Meinung kein Mobbing, sondern ein Konflikt vor.

Aktuelle, jährliche und gesamte Mobbingquote

In einer repräsentativen Stichprobe aus 2012 gaben 6,7 % der befragten deutschen Erwerbstätigen an, auf der Arbeit im Sinne der Leymann Definition systematisch gemobbt zu werden. In der Schweiz sind es knapp 100.000 Erwerbstätige, die sich als Mobbingopfer deklarieren (4,4 %). Für Österreich gibt es keine repräsentativen Zahlen. Bei einer Befragung in oberösterreichischen zufällig ausgewählten Groß- und Mittelbetrieben mit Betriebsrat (30 Betriebe und 249 Arbeitnehmer) fühlten sich 5,3 % der Befragten momentan von Mobbing betroffen. Auf Österreich hochgerechnet wären das über 200.000 Erwerbstätige. Die Zahl der Betroffenen innerhalb eines Jahres oder auf das ganze Erwerbsleben bezogen ist deutlich höher als die tatsächliche Mobbingquote. Je nach Erhebung variiert die Definition und Operationalisierung von Mobbing, was zu Unterschieden in den Prävalenzen führt und die Vergleichbarkeit der Ergebnisse erschwert.
Knorz und Zapf zeigten in ihrer Gießener Stichprobe auf, dass bei den Tätern in der Mehrzahl aller Fälle beide Geschlechter vertreten sind. Andere Studien zeigen, dass die Täter hauptsächlich Männer, die Opfer dagegen mehrheitlich Frauen sind. Dies mag an der höheren Erwerbstätigkeitsquote der männlichen Bevölkerung und insbesondere am Vorgesetztenstatus liegen, den Männer häufiger innehaben. Außerdem sind Frauen grundsätzlich eher bereit, über Mobbing zu sprechen, sich psychische und gesundheitliche Probleme einzugestehen und Hilfsangebote wahrzunehmen. Männer betrachten Mobbing eher als zu verschweigendes individuelles Versagen.
Auch konnte in einer repräsentativen Studie von deutschen Erwerbstätigen gezeigt werden, dass Erwerbstätige mit einem hohen Bildungsniveau (3,8 %) weniger häufig von systematischem Mobbing (d. h. im Sinne der Leymann Definition) betroffen waren als ungelernte Arbeitskräfte (10,8 %).
Eine jüngere großangelegte deutschlandweite Studie mit rund 2300 Teilnehmenden ergab, dass 29,8 % aller Beschäftigten im Bereich des öffentlichen Dienstes schon einmal Opfer von Mobbing-Attacken waren. Insbesondere bei Polizei- und Ordnungsbehörden sowie im Gesundheitswesen sind vermehrt Mobbingfälle zu verzeichnen.

#### Ursachen
Die Mobbingforschung versucht, die Ursachen dieses Phänomens zu ergründen. Es wird allgemein angenommen, dass einerseits situative Faktoren sowie andererseits Persönlichkeitsmerkmale des Opfers und des Täters für das Auftreten von Mobbing verantwortlich sind.
Forscher, die Mobbing als komplexen psychosozialen Prozess betrachten, lassen dem Arbeitsumfeld, der Organisation, allen Beteiligten und dem Wesen zwischenmenschlicher Interaktion in Organisationen eine maßgebliche Bedeutung zukommen.
Nach manchen Mobbingforschern sind Mobbingopfer im Durchschnitt ängstlicher, unterwürfiger und konfliktscheuer. Da es sich bei den Studien dazu ausschließlich um Querschnittsuntersuchungen handelt, sind die Befunde stark umstritten. Ohne Längsschnittstudien ist nicht auszuschließen, dass diese Unterschiede in der Persönlichkeit von Opfern nicht die Ursache, sondern die Folge des jeweiligen Mobbingvorfalls sind. Zudem sind die Mobbingopfer den Mobbern gegenüber unterlegen, sodass die beobachteten Verhaltensweisen auch situationsbedingt sein können.
Als weitere Ursache für Mobbing gilt die Persönlichkeit des Mobbers. Einige Autoren gehen davon aus, dass Menschen zu Mobbern werden, um ihr schwaches Selbstvertrauen zu kompensieren. Mobber benutzen demnach die Opfer als Prügelknaben und als Projektionsfläche für ihre eigenen negativen Emotionen. Untersuchungen von Olweus (unter anderem Untersuchung von Stresshormonen und projektive Tests) unterstützen diese Annahme nicht. Seine Forschungsergebnisse weisen auf das Gegenteil hin; das heißt, dass die Täter im Durchschnitt selbstbewusster und weniger ängstlich sind. Leymann beruft sich auf eigene Forschungsergebnisse, wonach grundsätzlich jede Person Täter werden kann, wenn die situationsbezogenen Voraussetzungen passen.
Am weitesten verbreitet ist unter Forschern die Annahme, dass strukturelle Faktoren Mobbing auslösen. So ist Mobbing eine Waffe (soziale Sanktion) im innerbetrieblichen Wettstreit um knappe Ressourcen (Aufstiegspositionen, Arbeitsplatzsicherheit). Bei wachsender volkswirtschaftlicher Konjunktur nimmt das innerbetriebliche Mobbing daher ab, in der Rezession – wenn vor allem die Arbeitslosigkeit bedrohlicher wird – zu.
Ungünstige Arbeitsorganisation und Produktionsmethoden wie etwa unklare Zuständigkeiten, Monotonie, Stress, allgemeine Mängel in der Kommunikations- und Informationsstruktur, ungerechte Arbeitsverteilung, Über- und Unterforderung, widersprüchliche Anweisungen, mangelhafte Führungsqualität, mangelnder Handlungsspielraum oder Kooperationszwänge gelten als Prädiktoren für Mobbing. Begünstigende Faktoren, wie etwa „Wasser predigen und Wein trinken“ seitens des Managements, Konkurrenz unter den Mitarbeitern oder eine Organisationskultur, die keine hemmenden Mechanismen gegen Mobbing hat, kommen hinzu. So gilt sowohl ein autoritärer Führungsstil als auch eine Laissez-faire-Führungsstil als Mobbing begünstigend, während eine demokratische Leitung, die sowohl Aufgabenorientierung als auch Personenorientierung beinhaltet, das Entstehen von Mobbingen verhindern kann. Dennoch ist nicht anzunehmen, dass ein demokratischer Führungsstil Mobbing tatsächlich in jedem Fall verhindert. Auch breitet sich Mobbing besonders in Organisationen aus, in denen ethische Normen fehlen.
Tiefgreifende organisatorische Veränderungen gelten ebenfalls als Auslöser für Mobbing. Das Risiko, gemobbt zu werden, ist in Organisationen, in denen tiefgreifender Wandel stattfindet, deutlich größer. Das Mobbingrisiko kann weiter steigen, wenn Führungskräfte autokratische Praktiken anwenden, um Veränderungen herbeizuführen. Auch der Wechsel von Führungskräften ist ein Risikofaktor.

Stufen der Konflikteskalation nach Friedrich Glasl

Gewerkschaften und Forscher berichten, dass einige Unternehmen Mobbing als Strategie verwenden, um (bestimmte) Mitarbeiter zur Eigenkündigung zu bewegen, und sie somit Kündigungsschutz-Vorschriften unterlaufen oder Abfindungszahlungen vermeiden.
Auf der theoretischen Betrachtungsebene werden unterschiedliche soziale Phänomene angeführt, welche als Ursache für Mobbing herangezogen werden. Manche Experten nennen Stigmatisierung und Sündenbockphänomene als Ursachen. Heinemann beschreibt Mobbing als ein Ingroup/Outgroup-Phänomen, wo ein Individuum von einer sozialen Gruppe ausgeschlossen wird. Andere Forscher nennen Konflikte als Ursache. Oswald Neubergers Ansicht, Mobbing sei ein eskalierter Konflikt, ist in der Forschung umstritten. Empirische Befunde zeigen einen Zusammenhang zwischen Mobbing und Rollenkonflikt auf.

#### Folgen
Mobbing hat weitreichende negative Folgen für die Gesundheit sowie für die berufliche und private Situation des Opfers, wobei insbesondere Neuberger darauf hinweist, dass die Täter-Opfer-Unterscheidung sehr problematisch ist.
Regelmäßige feindselige Angriffe rufen negative Gefühle und starke Verunsicherungen bei den Betroffenen hervor, was in der Regel nicht ohne Folgen auf ihr Arbeits- und Leistungsverhalten bleibe. 98,7 % der deutschen Mobbingopfer geben diesbezüglich negative Auswirkungen an. Am häufigsten nennen Opfer laut Mobbing-Report Demotivation (71,9 %), starkes Misstrauen (67,9 %), Nervosität (60,9 %), sozialen Rückzug (58,9 %), Ohnmachtsgefühle (57,7 %), innere Kündigung (57,3 %), Leistungs- und Denkblockaden (57,0 %), Selbstzweifel an den eigenen Fähigkeiten (54,3 %), Angstzustände (53,2 %) und Konzentrationsschwächen (51,5 %). Beruflich kann Mobbing zu Kündigung, Versetzung und Erwerbsunfähigkeit des Opfers führen.
Die privaten und familiären Auswirkungen von Mobbing auf die Betroffenen sind vielschichtig. Zu den häufigsten Folgen gehören laut Mobbing-Report Unausgeglichenheit (23,7 %), soziale Isolation (21,6 %), Streit in der Familie beziehungsweise Partnerschaft (19,7 %), allgemeine Belastung (16,6 %), finanzielle Probleme (15,4 %), Antriebslosigkeit (13,9 %), Aggressivität (9,6 %), Überschattung des Privatlebens (9,6 %) und Depressionen (9,3 %).
Die Folgen von Mobbing können erheblich über einen bloßen Verlust von Lebensqualität des Betroffenen hinausgehen. Laut Mobbing-Report erkranken 43,9 % der Betroffenen, davon sind fast die Hälfte länger als sechs Wochen krank. Aggressives Mobbing kann beim Opfer zum „Mobbingsyndrom“ führen, das in die Nähe der Posttraumatischen Belastungsstörung gerückt oder mit dieser sogar gleichgesetzt wird. So wird das „Mobbingsyndrom“ als Ausprägung einer „kumulativen traumatischen Belastungsstörung“ (KTBS) gesehen, deren Aufnahme als Unterkapitel F43.3 in die deutsche Version der 10. Auflage der Internationalen statistischen Klassifikation der Krankheiten und verwandter Gesundheitsprobleme (ICD-10) bereits für 2014 beantragt, bislang jedoch nicht umgesetzt wurde. Eine großangelegte dänische Studie zeigte, dass Mobbing am Arbeitsplatz ein Risikofaktor für Suizide als auch für Suizidversuche ist.
Im Zusammenhang mit den Krankheitsfällen ist von hohen volks- und betriebswirtschaftlichen Konfliktkosten auszugehen: Schätzungen zufolge reichen diese finanziellen Schäden weit in den zweistelligen Milliardenbereich hinein. Sie sind verursacht durch Heilbehandlungen und Rehabilitationskuren oder gar Dauerarbeitslosigkeit, Erwerbsunfähigkeit und Frühverrentung der Betroffenen. Der Zusammenhang zwischen Mobbing und Langzeitarbeitsunfähigkeit wird über die Zeit größer. Daher wird vermutet, dass insbesondere Depressionen und weitere psychische Gesundheitsfaktoren der Langzeitarbeitsunfähigkeit vorausgehen, und diese erst in der Konsequenz der Faktoren erfolgt.
Dem einzelnen Unternehmen (bzw. der Institution) entstehen nennenswerte finanzielle Belastungen. Dazu gehören Minderleistung, Fluktuation und Fehlzeiten des von Mobbing betroffenen Mitarbeiters. Der Deutsche Gewerkschaftsbund (DGB) beziffert die betrieblichen Kosten eines durch Mobbing bedingten Fehltages auf 103 bis 410 Euro. Dazu kommen die wesentlich höheren „indirekten“ Kosten: direkte und indirekte Fehlerkosten, Kosten durch direkten Leistungsverlust der beteiligten Mitarbeiter, Kosten durch Störungen der sozialen Arbeitsgemeinschaft, Motivations- und Kreativitäts- und Imageverlust (Reputation). Gesicherte Berechnungen zu den durchschnittlichen Kosten von Mobbingfällen existieren gegenwärtig nicht.

#### Maßnahmen gegen Mobbing
Es gibt verschiedene Möglichkeiten, etwas gegen Mobbing zu unternehmen. In vielen Fällen (laut Mobbing-Report 22,5 %) sehen Mobbingopfer als einzigen Ausweg die eigene Kündigung. Sowohl von Seiten der Opfer als auch des Betriebes können Maßnahmen ergriffen werden.
Praktiker empfehlen Betroffenen, dem Täter Grenzen zu setzen, soweit es ihnen möglich ist und sie sich in der dazu notwendigen seelischen Verfassung befinden. Es gilt demzufolge als außerordentlich wichtig, dass das Opfer dem Mobber frühestmöglich ein klares „Stopp!“ signalisiert. Ansonsten kann sich der Täter bestätigt darin fühlen, ruhig weiter mobben zu können. Diese Aktion wirkt nach Esser/Wolmerath zweifach. Zum einen stelle sie eine innere Umkehr beim Betroffenen dar, sich nicht mehr als wehrloses Opfer zu fühlen. Zum anderen signalisiere die Aktion dem oder den Mobbern das Ende des „leichten Spiels“. Dabei sollte es dem Betroffenen klar sein, dass das erste Anzeichen einer Gegenwehr voraussichtlich zu einer Veränderung der Situation führen kann, bei der eine Eskalation wahrscheinlich sei. Es empfehle sich die Unterstützung eines Mobbingberaters zu suchen.
Betroffene, die den oder die Täter nicht selbst zur Rede stellen können, können sich Hilfe innerhalb des Betriebes suchen. Erster Ansprechpartner ist immer der Vorgesetzte, oder falls dieser am Mobbing beteiligt ist, dessen Vorgesetzter. Kollegen kommen genauso als Unterstützung in Frage. Gespräche mit einem Täter sollen grundsätzlich zu dritt geführt werden. Der Dritte dient dabei als Zeuge, Katalysator, Moderator, Coach oder Mediator. Der Betriebsrat beziehungsweise der Personalrat kann als Interessensvertreter des Mitarbeiters als Partner für Mobbingopfer geeignet sein, besonders, wenn Führungskräfte am Mobbing beteiligt sind. Es kann aber, insbesondere in kleineren Firmen und im öffentlichen Dienst (Personalrat), passieren, dass sich der Betriebsrat mit den Angreifern solidarisiert. Externe Beratungsstellen stellen eine weitere Anlaufstelle für Mobbingopfer dar.
Als ein nützliches Hilfsmittel für Opfer gilt ein „Mobbingtagebuch“, in dem das Opfer den Verlauf der Mobbingsituation so genau wie möglich festhalten soll. Dabei hält der Betroffene jedes Mal die Uhrzeit und die jeweilige Situation fest, in der es zu Übergriffen kam, wer welche Handlung begangen hat, wer mit anwesend war und die Situation eventuell mitbekommen hat, und wie er sich dabei gefühlt hat. Eventuelle körperliche oder gesundheitliche Reaktionen als Folge und der zeitliche Abstand, in dem sie aufgetreten sind, werden vermerkt.

Das EU-Strategiepapier »KOM(2002) 118 endg.« bezeichnet Legislativmaßnahmen gegen Mobbing als gerechtfertigt

Außerdem bietet sich in diesem Tagebuch die Möglichkeit, eventuelle Arztbesuche zu dokumentieren, die aufgrund der Vorfälle nötig sind. Im Falle einer Gerichtsverhandlung dient das Mobbingtagebuch als Hilfe zur Beweissicherung.
Betriebliche Strategien gegen Mobbing lassen sich in Prävention und Intervention einteilen.
Als zentrale Präventionsmaßnahme gilt der Aufbau einer Organisations- und Führungskultur, die eine konstruktive Zusammenarbeit garantiert, in der jeder Einzelne von allen wertgeschätzt wird. Sekundäre Maßnahmen sind: Aufklärung (Broschüren, Plakate, Diskussionen, …), Installation einer betriebsinternen Infrastruktur gegen Mobbing am Arbeitsplatz (etwa Betriebsvereinbarung für Fairness am Arbeitsplatz), die systematische Sammlung von Daten über Mobbing im Betrieb oder die Beseitigung von betrieblichen Rollenkonflikten.
Bei der Intervention geht es zuerst darum, den Mobber zu stoppen, z. B. durch Mediation. Mediation bietet allerdings ausschließlich Erfolgschancen, wenn der Täter eine Lösung des Konfliktes möchte. Nachdem dem Mobber Einhalt geboten wurde, kommt der Unterstützung des Opfers eine gewichtige Bedeutung zu. Ebenso muss der Täter so unterstützt werden, dass er sein Verhalten nicht nur im aktuellen Fall, sondern grundsätzlich ändert. Psychotherapie, Selbsthilfegruppen und medizinische Therapien gelten als geeignete Unterstützungsmaßnahmen für das Opfer und den Täter.
Verantwortlich für die Gestaltung der Unternehmens- und Führungskultur, für den Arbeitsschutz und für die Intervention in konkreten Mobbing-Fällen ist der Arbeitgeber. Wenn er diese Aufgabe nicht nachweislich erfüllt, kann er vom Opfer arbeits- und zivilrechtlich belangt werden.

#### Rechtliche Situation
Die Gesetzgebung in Bezug auf Mobbing am Arbeitsplatz in unterschiedlichen Ländern ist stark verschieden. In manchen Ländern (etwa Schweden, Frankreich oder Spanien) gibt es gesetzlich verankerte Bestimmungen zum Schutz gegen Mobbing am Arbeitsplatz. In anderen Ländern besteht kein oder nur kaum Schutz gegen Mobbing, solange nicht einzelne Handlungen rechtliche Tatbestände nachweislich erfüllen.

### In der Schule
Mobbing in der Schule (im Englischen bei Aktivitäten von Einzelpersonen „Bullying“ genannt) bedeutet ein gegen Schüler gerichtetes „Gemeinsein“, Ärgern, Angreifen, Schikanieren und Sekkieren. Die Täter sollen vor allem schwächere und ängstlichere Opfer bevorzugen.
Der Psychologe und Mobbingforscher Olweus unterscheidet zwischen zwei Idealtypen von Mobbingopfern an Schulen, dem passiven Opfer und dem provozierenden Opfer. Laut dem Schulforscher Wolfgang Melzer kann Mobbing in der Schule nicht auf bestimmte Täter- und Opferpersönlichkeiten zurückgeführt werden, sondern auf das Schulklima.

### Im Internet
Als Cyber-Mobbing werden verschiedene Formen der Diffamierung, Belästigung, Bedrängung und Nötigung anderer Menschen oder Firmen mit Hilfe elektronischer Kommunikationsmittel über das Internet, in Chatrooms, beim Instant Messaging und/oder auch mittels Mobiltelefonen bezeichnet. Dazu gehört auch der Diebstahl von (virtuellen) Identitäten, um in fremden Namen Beleidigungen auszustoßen oder Geschäfte zu tätigen. Opfer werden durch Bloßstellung im Internet, permanente Belästigung oder durch Verbreitung falscher Behauptungen gemobbt.

### Im Heim
Mobbing im Heim ist ein Phänomen, das vom Sozialepidemiologen Markus Dietl in seinem gleichnamigen Buch beschrieben wurde. Er stellt fest, dass sowohl Klienten als auch Mitarbeiter Mobbinghandlungen ausgesetzt sind, und beschreibt empathische Konzepte als Lösungsweg.
Der Soziologe Erving Goffman untersuchte bereits in den 1970er Jahren Gewaltereignisse in Heimen. Er führte den Begriff der Totalen Institution ein, wozu er neben Heimen auch andere Einrichtungen wie Gefängnisse und Psychiatrien zählt.

### Im Raum der Kirchen
Mobbing im Raum der Kirche hat oft als zentrales Element das Aufeinandertreffen von hauptamtlichen und ehrenamtlichen Mitarbeitern. Mobbing kann in allen Denominationen vorkommen, wobei die Bereitschaft, das Problem als ein ernstes anzuerkennen, nicht überall gleich stark ausgeprägt ist. In der evangelischen Kirche Deutschlands gibt es seit dem Jahr 2001 als Ansprechpartner für Mobbingopfer den Verein D.A.V.I.D.

### Wissenschaftliche Literatur zu Mobbing am Arbeitsplatz
- Heinz Leymann: Mobbing – Psychoterror am Arbeitsplatz und wie man sich dagegen wehren kann. Rowohlt, Hamburg 1993, ISBN 3-499-13351-2.
- Oswald Neuberger: Mobbing – Übel mitspielen in Organisationen. Hampp, München 1994, ISBN 3-87988-093-X.
- Klaus Niedl: Mobbing/Bullying am Arbeitsplatz – Eine empirische Analyse zum Phänomen sowie zu personalwirtschaftlich relevanten Effekten von systematischen Feindseligkeiten. Hampp, München 1995, ISBN 3-87988-114-6.
- Martin Wolmerath: Mobbing. Rechtshandbuch für die Praxis, 4. Aufl., Nomos Verlagsgesellschaft, Baden-Baden 2013, ISBN 978-3-8329-7763-4

### Einführungen zu Mobbing am Arbeitsplatz
- Josef Schwickerath (Hrsg.): Mobbing am Arbeitsplatz – Grundlagen, Beratungs- und Behandlungskonzepte. Pabst, Lengerich 2004, ISBN 3-89967-112-0.
- Ståle Einarsen, Helge Hoel, Dieter Zapf, Cary Cooper: Bullying and Harassment in the Workplace – Developments in Theory, Research, and Practice. 2. Auflage. CRC Press, Boca Raton 2010, ISBN 978-1-4398-0489-6.
- Paul Maurice Conway, Annie Hogh, Cristian Balducci, Denis Kiyak Ebbesen: Workplace Bullying and Mental Health. In Handbooks of Workplace Bullying, Emotional Abuse and Harassment, Pathways of Job-Related Negative Behaviour; D’Cruz, P., Noronha, E., Eds.; Springer: Singapore, 2018; Volume 2. doi:10.1007/978-981-10-6173-8_5-1
- Anka Kampka, Nathalie Brede, Ansgar Brede: Keine Angst vor Mobbing. Stuttgart 2008, ISBN 978-3-608-86012-2.
- Carsten Burfeind: Mobbing am Arbeitsplatz erkennen und verstehen: Tipps für verantwortliches Handeln im BGM. Wiesbaden 2020, ISBN 978-3-658-31286-2.

### Repräsentativstudien zu Mobbing am Arbeitsplatz
- Bärbel Meschkutat, Martina Stackelbeck, Georg Langenhoff: Der Mobbing-Report – Repräsentativstudie für die Bundesrepublik Deutschland. Wirtschaftsverlag NW, Dortmund 2002, ISBN 3-89701-822-5 (PDF; 614 kB).
- Alain Kiener, Maggie Graf, Jürg Schiffer, Ernesta von Holzen Beusch, Maya Fahrni: Mobbing und andere psychosoziale Spannungen am Arbeitsplatz in der Schweiz. (PDF; 669 kB (Memento vom 8. August 2007 im Internet Archive)). Staatssekretariat für Wirtschaft (SECO), Bern 2002.
- Sebastian Hartmann: Mobbing und Straining im öffentlichen Dienst : Eine rechtliche Würdigung juristisch vernachlässigter, aber real existenter Phänomene. Universität Würzburg, Dissertation, Würzburg 2023, doi:10.25972/OPUS-31672 (großangelegte Studie mit annähernd repräsentativen Ergebnissen im Bereich des öffentlichen Dienstes mit rund 2300 Teilnehmenden).